# Биран
Бира̀н (на испански: Birán) е село в Източна Куба, провинция Олгин.
Намира се на 50 km на югозапад от град Олгин. Имал е население от ок. 4000 жители през 1943 г.

## Личности
- Родени в Биран
  - Раул Кастро (р. 1931), кубински политик, бивш президент на Куба и бивш първи секретар на ЦК на Кубинска комунистическа партия
  - Фидел Кастро (1926 – 2016), кубински политик, бивш премиер и президент на Куба, бивш първи секретар на ЦК на Кубинска комунистическа партия
  - Рамон Кастро (1924 – 2016), кубински революционер и активист
  - Хуанита Кастро (1933 – 2023), кубинско-американска активистка и писателка